# Pálffy István (irodalomtörténész)
Pálffy István (egyes esetekben Pálfy István) (Debrecen, 1929. augusztus 14. – Debrecen, 2001. november 10.) irodalom- és színháztörténész, kritikus.
A Londoni Egyetem magyar lektora. Az irodalomtudomány kandidátusa 1975-ben, doktora 1987-ben. Pálffy István újságíró, televíziós műsorvezető édesapja.
Színháztörténészi munkásságát a Debreceni Egyetem hallgatói a mai napig elismerik. A Pálffy István Színháztudományi Szakkollégium róla kapta a nevét. https://web.archive.org/web/20181129205721/http://www.piszsz.unideb.hu/

## Művei
- A brit civilizáció, tan., 1971
- Az angol dráma a 20. században, tan., 1971
- Az új angol dráma, mint "a valóság" drámája, tan., 1978
- Notes on 18th century English novel; KLTE, Debrecen, 1987
- George Bernard Shaw Magyarországon, 1904-1956; Akadémiai, Bp., 1987 (Modern filológiai füzetek)